# Allié hétérosexuel
Pour les articles homonymes, voir Alliés (homonymie).

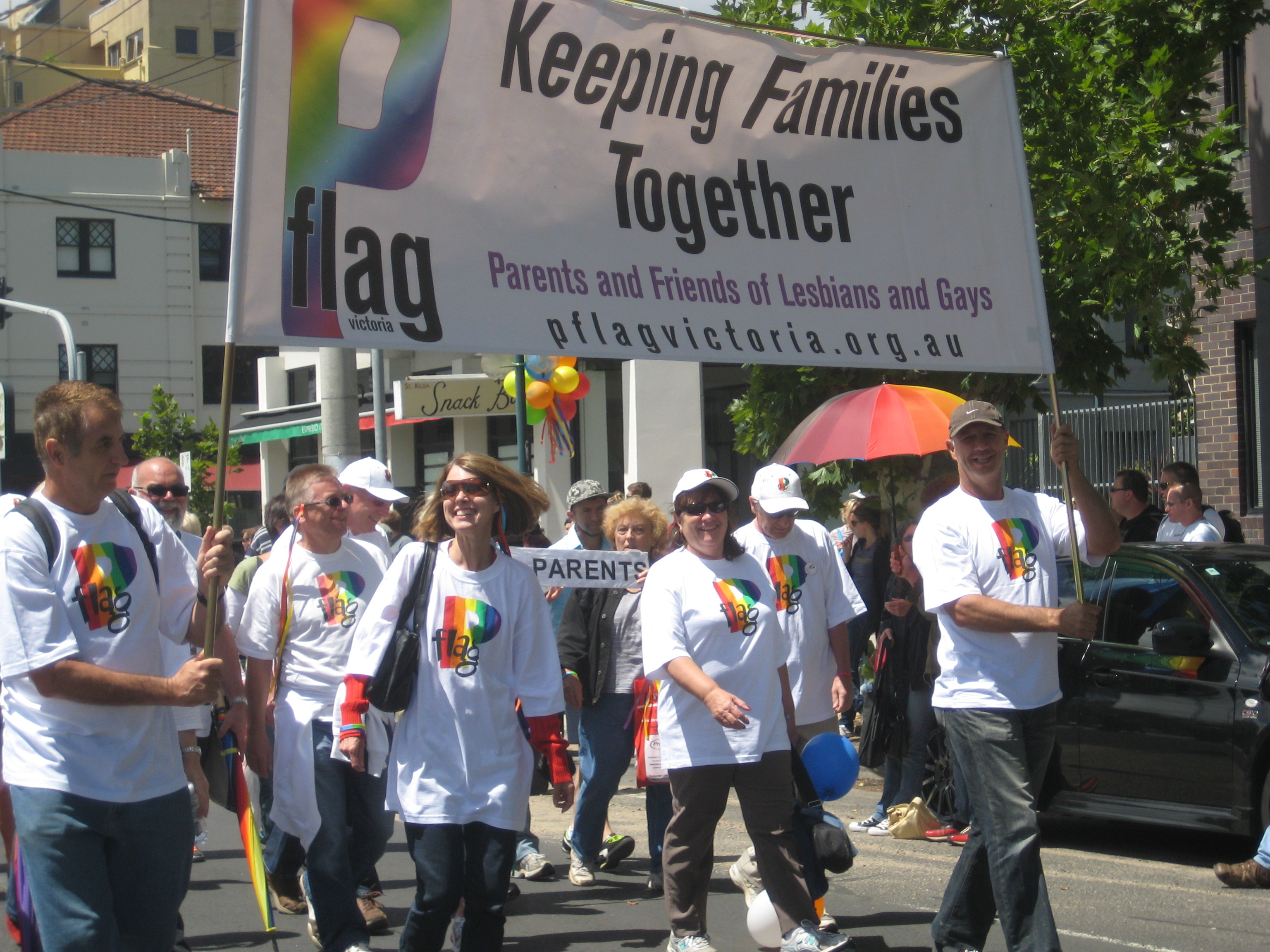
Parents, Families and Friends of Lesbians and Gays à la marche des fiertés de 2011 en Australie.

Un allié est, dans le jargon LGBT, généralement une personne hétérosexuelle et cisgenre qui supporte l'égalité des droits civiques et des genres, les mouvements sociaux LGBT et conteste l'homophobie, la biphobie et la transphobie. Certaines personnes répondant à ces critères ne se considèrent néanmoins pas comme des alliés. Un allié considère que les personnes LGBT sont discriminées et par conséquent désavantagées d'un point de vue social et économique. Leur but est d'utiliser leur position en tant qu'hétérosexuel cisgenre dans une société hétéronormale pour combattre l'homophobie, la biphobie et la transphobie,. Le terme d'allié peut aussi s'appliquer aux membres de la communauté LGBT qui se soutiennent mutuellement. 
La plupart des organisations LGBT contiennent des membres alliés, les autres encouragent la participation des hétérosexuels. 
Une alliance gay-hétéro est un club d'étudiants qui rassemble des élèves LGBT et hétérosexuels pour créer une plateforme dans le but de combattre l'homophobie et la transphobie.  
Certains groupes unissent la communauté LGBT et les alliés pour travailler ensemble. Fondée en 1973, Parents, Families and Friends of Lesbians and Gays (en) (PFLAG) est la première organisation d'alliés créée par Jeanne Manford, la mère du mouvement allié. Basée aux États-Unis, PFLAG unit les parents, les familles, les amis et les alliés avec la communauté LGBT pour faire avancer l'égalité des droits homosexuels. En 2007, l'organisation a lancé un nouveau projet, Straight for Equality, visant à aider plus d'alliés à s'engager dans le mouvement LGBT sur les lieux de travail, dans la santé et dans les communautés religieuses. GLBTQ Legal Advocates & Defenders (en) (GLAD) est une autre organisation formée spécifiquement pour rassembler les alliés à la cause. 

Certains enfants issus de couples LGBT sont des alliés, notamment Zach Wahls (en), le fils de deux lesbiennes, bien qu'il ait exprimé un point de vue différent sur ses relations avec la communauté LGBT:
Pour être clair, je ne me considère pas comme un allié. Je suis peut-être un homme hétérosexuel cisgenre, mais dans mon esprit, je suis un membre de la communauté LGBT. Je sais que la dernière chose qu'on veut c'est d'ajouter une lettre à l'acronyme, mais nous devons faire en sorte que le mouvement fasse la place aux "progénitures de queer". Même si je ne suis pas gay, je sais ce que cela fait d'être haï pour qui je suis. Et je sais ce que cela fait d'être dans le placard, et comme chaque membre de la communauté LGBT, je n'ai pas eu le choix. Je suis né dans ce mouvement
Les alliés peuvent être critiqués pour différentes raisons. Par exemple, certains pensent que les alliés ne sont pas capables de penser en dehors de leur propre monde hétéronormal pour protester. Certains alliés sont aussi critiqués pour utiliser leur revendication dans le but de gagner en popularité.